# سيلينا مارتن
سيلينا مارتن هي موسيقية كندية، ولدت في 1967 في ميسيسيبي ميلس في كندا.

## وصلات خارجية
- الموقع الرسمي
- سيلينا مارتن على موقع IMDb (الإنجليزية)
- سيلينا مارتن على موقع ميوزك برينز (الإنجليزية)
- سيلينا مارتن على موقع أول ميوزيك (الإنجليزية)
- سيلينا مارتن على موقع ديسكوغز (الإنجليزية)